# Gérard Janvion
Gérard Janvion (* 21. August 1953 in Fort-de-France, Martinique) ist ein ehemaliger französischer Fußballspieler.

## Die Vereinskarriere
Gérard Janvion spielte zunächst beim CS Case-Pilote auf der Karibikinsel Martinique, einem französischen Überseedépartement, als Mittelstürmer, bevor er 1972 achtzehnjährig von der AS Saint-Étienne verpflichtet wurde. Schon in der Saison 1973/74 war er an der Doublé des in Frankreich meist als les Verts (dt. die Grünen) oder ASSE bezeichneten Vereins beteiligt, hatte zwar nur ein Viertel der Punktspiele in der Division 1 bestritten, stand aber in der Sturmreihe der Endspielmannschaft, die den Landespokal gewann. Ein Jahr später wiederholte Saint-Étienne unter seinem jungen Trainer Robert Herbin diesen "Doppelschlag", und Janvion gehörte nun zur Stammformation – wenn auch inzwischen als rechter Außenverteidiger. 1976 gewann er mit den Verts seinen dritten Meistertitel, 1977 zum dritten Mal den Landespokal, und diesmal wurde er im Finale als Mittelfeldspieler eingesetzt. Neben seiner Grundschnelligkeit war es diese Vielseitigkeit, die ihn zu einer wichtigen Größe in einer Elf machte, die mit Hervé Revelli, Lopez, Santini, Bathenay, und Rocheteau namhafte Spieler in ihren Reihen hatte und auch auf europäischer Ebene eine gute Figur abgab: im Landesmeisterpokal 1975/76 musste sich Saint-Étienne erst im Endspiel die Münchner Bayern geschlagen geben.
1981 wurde Gérard Janvion erneut französischer Meister mit der ASSE, stand 1981 und 1982 auch in zwei weiteren Pokalendspielen (jetzt u. a. gemeinsam mit Platini, Battiston und Rep), wechselte dann 1983 zu Paris Saint-Germain und beendete seine Spielerkarriere in der Saison 1985/86 bei der zweitklassigen AS Béziers.
Anschließend zog es ihn auf die Antillen zurück, wo er mehrere kleinere Vereine trainierte, bevor er 2002 Co-Trainer der Nationalauswahl von Martinique wurde.

## Der Nationalspieler
Zwischen Oktober 1975 und Oktober 1982 bestritt Gérard Janvion 40 Länderspiele für die französische Nationalelf; sein Debüt führte ihn nach Leipzig, wo die Bleus gegen die DDR mit 1:2 unterlagen. Er gehörte sowohl zum französischen Aufgebot bei der Weltmeisterschaft 1978 (2 Spiele) als auch bei der WM 1982. In Spanien spielte er in 6 der 7 französischen Begegnungen, darunter die Zwischenrundenbegegnung gegen Österreich (1:0), das dramatische Halbfinale gegen Westdeutschland (7:8 nach Elfmeterschießen) und das Spiel um Platz 3 (2:3 gegen Polen).

## Erfolge
- Französischer Meister: 1974, 1975, 1976, 1981
- Französischer Pokalsieger: 1974, 1975, 1977 (außerdem Finalist 1981, 1982 – soweit alles mit Saint-Étienne – und 1985 mit PSG)
- Europapokal der Landesmeister: Finalist 1976
- rund 300 D1-Einsätze für Saint-Étienne, 42 für PSG
- 43 Europapokalspiele (2 Tore) für ASSE, 5 Spiele (0 Tore) für PSG
- 40 A-Länderspiele, WM-Teilnehmer 1978 und 1982 (dort insgesamt 8 Einsätze; WM-Vierter 1982)